# Eupanacra psaltria
Eupanacra psaltria là một loài bướm đêm thuộc họ Sphingidae. Loài này có ở Borneo.